# Numerus Peditum Singularium Britannicianorum
Der Numerus Peditum Singularium Britannicianorum [Philippiani] (deutsch Numerus der Fußsoldaten der Gardesoldaten aus der Provinz Britannia [der Philippianische]) war eine römische Auxiliareinheit. Sie ist durch Militärdiplome, Inschriften und Ziegelstempel belegt.
Die Bezeichnung der Einheit änderte sich im Laufe der Zeit mehrmals. In den Diplomen wird sie zunächst als Pedites Britannici oder Pedites Singulares Britannici (bzw. Britanniciani) und zuletzt als Vexillatio Peditum Singularium Britannicianorum aufgeführt; in den Inschriften des 3. Jh. wird sie dann überwiegend als Numerus Singularium Britannicianorum bezeichnet. Auf Ziegeln kommen Abkürzungen unterschiedlicher Bezeichnungen als Stempel vor.

## Namensbestandteile
- Peditum: der Fußsoldaten.

- Singularium: der Gardesoldaten.

- Britannicianorum: aus der Provinz Britannia. Die Soldaten des Numerus wurden bei Aufstellung der Einheit aus Truppenteilen abgeordnet, die in der Provinz Britannia stationiert waren.

- Antoninianus: der Antoninianische. Eine Ehrenbezeichnung, die sich auf Caracalla (211–217) bezieht. Der Zusatz kam möglicherweise in der Inschrift (AE 2003, 1513) vor.[1][A 1]

- Philippiani: der Philippianische. Eine Ehrenbezeichnung, die sich auf Philippus Arabs (244–249) bezieht. Der Zusatz kommt in der Inschrift (CIL 3, 12573) vor.

## Geschichte
Die Einheit war in den Provinzen Moesia superior und Dacia (in dieser Reihenfolge) stationiert. Sie ist auf Militärdiplomen für die Jahre 103/106 bis 179 n. Chr. aufgeführt.
Der erste Nachweis der Pedites Singulares Britannici in Moesia superior beruht auf einem Diplom, das auf das Jahr 103/106 datiert ist. In dem Diplom wird die Einheit als Teil der Truppen (siehe Römische Streitkräfte in Moesia) aufgeführt, die in der Provinz stationiert waren. Ein weiteres Diplom, das auf 103/107 datiert ist, belegt die Einheit in derselben Provinz.
Der erste Nachweis in Dacia beruht auf Diplomen, die auf das Jahr 110 datiert sind. In den Diplomen wird die Einheit als Teil der Truppen (siehe Römische Streitkräfte in Dacia) aufgeführt, die in der Provinz stationiert waren. Weitere Diplome, die auf 113/114 bis 179 datiert sind, belegen die Einheit in derselben Provinz (bzw. ab 123 in Dacia superior).
Der letzte Nachweis des Numerus beruht auf der Inschrift (CIL 3, 12573), die auf 245 datiert ist.

## Standorte
Standorte des Numerus in Dacia superior waren:
- Germisara (Cigmău): Mehrere Inschriften sowie Ziegel mit den Stempeln N(umerus) B(ritannicorum) (AE 1967, 00412a), N(umerus) P(editum) S(ingularium) (AE 1967, 00412c), N(umerus) S(ingularium) B(ritannicianorum) und S(ingulares) P(edites) B(ritannici) (AE 1967, 00412d) wurden hier gefunden.

## Angehörige des Numerus
Folgende Angehörige des Numerus sind bekannt:

### Kommandeure
| - C(aius) Val(erius) Valent[inus], ein Tribun (AE 2003, 1513). Er war auch Tribun der Legio XIIII Gemina. - T(itus) Fab(ius) Aquileiensis, ein Tribun (AE 1971, 385, AE 1992, 1487) | - Ulp(ius) Max[i]minus, ein Praepositus des Numerus und Centurio der Legio V Macedonica (AE 1967, 410) |

### Sonstige
| - M(arcus) Au(relius) Calpurnianus, ein Centurio (IDR-3-3,219) | - P(ublius) Aelius Marcellinus, ein Signifer und Quaestor (CIL 3, 1396) |